# عشب الحبل القصبي
عشب الحبل القصبي (الاسم العلمي:Spartina arundinacea) هو نوع من النباتات يتبع جنس عشب الحبل من الفصيلة النجيلية.